# 永宁乡 (汉阴县)
永宁乡是中国陕西省安康市汉阴县下辖的一个乡。

## 行政区划
永宁乡下辖以下行政区：
民主村、中营村、沙坝村、仁河村、枞岭村、新华村、龙凤村、五星村